# Liste der höchsten Sportligen in der Schweiz
Die höchsten Sportligen in der Schweiz werden von den jeweiligen Sportfachverbänden veranstaltet. Die meisten der höchsten Sportligen in der Schweiz tragen den Namen Nationalliga A, sind jedoch teilweise nach regionalen Aspekten in Gruppen unterteilt.
| Sportart          | Männer | Frauen |
| ----------------- | --- | --- |
| American Football | Nationalliga A Liga B | - |
| Badminton         | Nationalliga A (Badminton) Nationalliga B West (Badminton) Nationalliga B Ost (Badminton) 1. Liga (Badminton) | Die Frauen spielen bei den Männern mit, daher keine eigenen Frauenligen                                               |
| Baseball          | Nationalliga A (Baseball) Nationalliga B (Baseball) 1. Liga (Baseball) | - |
| Basketball        | Nationalliga A (Basketball) Nationalliga B (Basketball) | Nationalliga A (Frauen-Basketball) Nationalliga B (Frauen-Basketball)                                                 |
| Bridge            | Serie A (Bridge) Serie B (Bridge) | |
| Cricket           | Premier League, Eastern und Western Division | - |
| Curling           | Swiss Curling League A Swiss Curling League B | Swiss Curling League A (Frauen) Swiss Curling League B (Frauen)                                                       |
| Eishockey         | National League Swiss League MySports League 1. Liga 2. Liga 3. Liga 4. Liga | Women’s League Swiss Women’s Hockey League B Swiss Women’s Hockey League C                                            |
| Faustball         | Nationalliga A (Faustball) | Nationalliga A (Frauen-Faustball)                                                                                     |
| Fussball          | Super League Challenge League Promotion League 1. Liga 2. Liga interregional 2. Liga 3. Liga 4. Liga 5. Liga | Nationalliga A (Frauenfußball) Nationalliga B (Frauenfussball)                                                        |
| Futsal            | Swiss Futsal Premier League SFPL Swiss Futsal Second League SFSL Swiss Futsal 1. Liga regional | |
| Handball          | Nationalliga A (Handball) Nationalliga B (Handball) | SPAR Premium League 1 SPAR Premium League 2                                                                           |
| Hockey            | Nationalliga A (Feld, Herren) Nationalliga B (Feld, Herren) Nationalliga A (Halle, Herren) Nationalliga B (Halle, Herren) | Nationalliga A (Feld, Damen) Nationalliga B (Feld, Damen) Nationalliga A (Halle, Damen) Nationalliga B (Halle, Damen) |
| Hornussen         | Nationalliga A (Hornussen) Nationalliga B (Hornussen) 1. Liga (Hornussen) 2. Liga (Hornussen) 3. Liga (Hornussen) 4. Liga (Hornussen) 5. Liga (Hornussen)                                                                                                 | |
| Judo              | Nationalliga A Nationalliga B 1. Liga 2. Liga | Nationalliga A Erste Liga                                                                                             |
| Minigolf          | MSM Nationalliga A MSM Nationalliga B MSM Regionalliga | |
| Rugby Union       | Nationalliga A (Rugby Union) | |
| Schach            | 1. Bundesliga (Schach: Schweizerische Gruppenmeisterschaft) 2. Bundesliga (Schach: Schweizerische Gruppenmeisterschaft) Nationalliga A (Schach: Schweizerische Mannschaftsmeisterschaft) Nationalliga B (Schach: Schweizerische Mannschaftsmeisterschaft) | Die Frauen spielen bei den Männern mit, daher keine eigenen Frauenligen                                               |
| Schwimmen         | Nationalliga A (Schwimmen) Nationalliga B (Schwimmen) Nationalliga C (Schwimmen) | Nationalliga A (Schwimmen) Nationalliga B (Schwimmen) Nationalliga C (Schwimmen)                                      |
| Softball          | Nationalliga A (Softball) | Swiss Fastpitch Frauenliga                                                                                            |
| Tennis            | Interclub-Liga A Interclub-Liga B Interclub-Liga C | Interclub-Liga A (Frauen) Interclub-Liga B (Frauen) Interclub-Liga C (Frauen)                                         |
| Tischtennis       | Nationalliga A (Tischtennis) Nationalliga B (Tischtennis) | Nationalliga A (Frauen-Tischtennis) Nationalliga B (Frauen-Tischtennis)                                               |
| Unihockey         | Nationalliga A (Unihockey) Nationalliga B (Unihockey) 1. Liga Grossfeld 2. Liga Grossfeld 3. Liga Grossfeld | Nationalliga A (Unihockey) Nationalliga B (Unihockey) 1. Liga Grossfeld 2. Liga Grossfeld                             |
| Volleyball        | Nationalliga A (Volleyball) Nationalliga B (Volleyball) | Nationalliga A (Frauen-Volleyball) Nationalliga B (Frauen-Volleyball)                                                 |
| Wasserball        | National Waterpolo League Promotion Waterpolo League | Women National Waterpolo League                                                                                       |